# GPX
GPX (англ. GPS eXchange Format) — свободный текстовый формат хранения и обмена данными GPS, основанный на XML.
Формат позволяет хранить информацию об ориентирах (waypoints), маршрутах (routes) и треках (tracklogs). Для каждой точки хранятся её долгота, широта и высота над уровнем моря (если имеется информация о высоте). Для точек трека хранится также время прохождения точки. XML-схема предусматривает также хранение произвольной пользовательской информации по каждой точке, обязательными являются только долгота и широта. Широта и долгота в GPX указывается в градусах в системе координат WGS 84. Высота указывается в метрах над уровнем моря. Для времени используется стандарт UTC в формате ISO 8601. Примером пользовательской информации может быть высота местности (ele), скорость, частота пульса (hr), число шагов, темп вращения педалей (каденс, cad), температура и им подобные параметры.
Формат воспринимается многими программами, в том числе Google Earth, Ozi Explorer, Яндекс.Навигатор. Ряд программ, например, MapSource, теряют пользовательскую информацию.
Версия 1.0 формата опубликована в 2002 году, в версии 1.1 добавлены некоторые расширения, например позволяющие задать цвет трека.

## Пример
```
<?xml version="1.0" encoding="UTF-8"?>

<gpx

xmlns=
"http://www.topografix.com/GPX/1/1"

version=
"1.1"

creator=
"Wikipedia"

xmlns:xsi=
"http://www.w3.org/2001/XMLSchema-instance"

xsi:schemaLocation=
"http://www.topografix.com/GPX/1/1 http://www.topografix.com/GPX/1/1/gpx.xsd"
>

  
<time>
2011-09-22T18:56:51Z
</time>

  
<metadata>

    
<name>
Name
</name>

    
<desc>
Description
</desc>

    
<author>

     
<name>
Autor
</name>

    
</author>

  
</metadata>

  
<trk>

    
<name>
exercise
</name>

    
<trkseg>

      
<trkpt
 
lat=
"59.934721667"
 
lon=
"30.310183333"
>

        
<time>
2011-09-22T18:56:51Z
</time>

        
<ele>
0
</ele>

        
<fix>
none
</fix>

        
<sat>
2
</sat>

      
</trkpt>

      
<trkpt
 
lat=
"59.934731667"
 
lon=
"30.310083333"
>

        
<time>
2011-09-22T18:56:56Z
</time>

        
<ele>
172
</ele>

        
<fix>
2d
</fix>

        
<sat>
5
</sat>

      
</trkpt>

      
<trkpt
 
lat=
"59.934646667"
 
lon=
"30.309901667"
>

        
<time>
2011-09-22T18:57:01Z
</time>

        
<ele>
172
</ele>

        
<fix>
3d
</fix>

        
<sat>
9
</sat>

      
</trkpt>

    
</trkseg>

  
</trk>

</gpx>

```

## Типы данных
Точка (waypoint) обозначается тегом <wpt> и означает отдельную путевую точку, которая по сути является маркером. Её координаты задаются атрибутами lat и lon, высота может задаваться необязательным тегом <ele>. Точка может содержать и другие теги, например <name>.
Список маршрутов обозначается тегом <rte> — упорядоченный список путевых точек, представляющих ряд точек поворота, ведущих к месту назначения. Кроме собственно точек поворота <rtept> может включать имя, описание, комментарий, ссылки и свои собственные элементы из другой схемы.
Трек (Track) — последовательность точек с отметками времени их прохождения, обозначаемая тегом <trk>. Содержит в себе элементы <trkseg> (отрезки трека), которые в свою очередь состоят из точек, задаваемых тегом <trkpt>. Координаты точек трека задаются аналогично координатам для waypoint.

## Атрибуты
| Тег           | Тип                      | Описание                                                     |
| ------------- | ------------------------ | ------------------------------------------------------------ |
| ele           | xsd: decimal             | Высота в метрах                                              |
| time          | xsd: dateTime            | Время UTC в формате ISO 8601. Формат: yyyy-mm-ddThh: mm: ssZ |
| magvar        | degreesType              | Направление                                                  |
| geoidheight   | xsd: decimal             | Высота относительно геоида                                   |
| name          | xsd: string              | Название                                                     |
| cmt           | xsd: string              | Комментарий                                                  |
| desc          | xsd: string              | Описание                                                     |
| src           | xsd: string              | Источник                                                     |
| link          | linkType                 | Ссылка на подробную информацию                               |
| sym           | xsd: string              | Символ представления                                         |
| type          | xsd: string              | Классификация (тип)                                          |
| fix           | fixType                  | Способ определения позиции (none, 2d, 3d, dgps, pps)         |
| sat           | xsd: nonNegativeInteger  | Количество спутников                                         |
| hdop          | xsd: decimal             | Горизонтальная дисперсия                                     |
| vdop          | xsd: decimal             | Вертикальная дисперсия                                       |
| pdop          | xsd: decimal             | Точность                                                     |
| ageofdgpsdata | xsd: decimal             | Время между приемом сообщения и вычислением положения        |
| dgpsid        | dgpsStationType: integer | идентификатор DGPS станции                                   |
| extensions    | extensionsType           | Расширения                                                   |